# Endymion (Schiff, 1797)
Die Endymion, auch HMS Endymion, war eine als Kriegsschiff fünften Ranges klassifizierte Fregatte der britischen Royal Navy mit nominell 40 Kanonen, die in den Koalitionskriegen gegen Frankreich, dem Krieg von 1812 gegen die Vereinigten Staaten und im Ersten Opiumkrieg gegen China zum Einsatz kam.

## Geschichte des Schiffs

### Koalitionskriege
Die Endymion, das zweite Schiff dieses Namens, lief am 29. März 1797 auf der Werft von John Randall & Co. in Rotherhithe vom Stapel. Sie war namengebend für die sechs Schiffe der Endymion-Klasse, die nach dem Vorbild der 1794 erbeuteten französischen Fregatte Pomone konstruiert worden waren. Sie war nicht nur das schnellste Schiff ihrer Klasse, sondern galt mit einer Geschwindigkeit von 14,4 Knoten als schnellstes Segelkriegsschiff der Royal Navy überhaupt.
Nach ihrer Indienststellung am 12. Juni 1797 kam die Endymion zunächst bei der Kanalflotte zum Einsatz. Am 13. Oktober 1797, zwei Tage nach dem Seesieg bei Kamperduin (engl. „Battle of Camperdown“), sichtete sie das der Schlacht entkommene holländische Linienschiff Brutus (74 Kanonen) vor Den Helder. Nach einem kurzen Feuerwechsel, wobei Endymion versuchte die Brutus zu stoppen und gleichzeitig andere britische Schiffe durch ihr Artilleriefeuer herbeizurufen, musste ihr Kommandant den ungleichen Kampf aufgeben, da die Strömungsverhältnisse die Endymion dicht unter die schwere Breitseite der Brutus zu treiben drohten. Anschließend diente sie vor der Küste Irlands und im Mittelmeer, von wo aus sie nach dem Frieden von Amiens nach Großbritannien zurückgerufen wurde. Nachdem der Krieg gegen Frankreich 1803 erneut ausbrach, nahm sie unter dem Kommando von Kapitän Charles Paget an der Blockade von Brest teil, während der sie einige französische und spanische Handelsschiffe, Freibeuter und kleinere Kriegsschiffe als Prisen nahm. Typisch für diese meist einseitigen Aktionen war z. B. die Eroberung der französischen Korvette Colombe (16 Kanonen), die sich am 18. Juni 1803 der Endymion und der Dragon ergeben musste, oder wenige Tage später der Fall der Bacchante (18 Kanonen), ebenfalls eine französische Korvette, die nach einer achtstündigen Jagd und einem Schusswechsel mit dem weit überlegenen britischen Schiff ihre Flagge strich. Am 16. Juli folgte die Wegnahme der Adour (20 Kanonen). Erfolge dieser Art waren auch für die Besatzung, insbesondere den Kapitän, eine Quelle erheblicher Einnahmen, da sie reiche Prisengeldzahlungen einbrachten.
Im Herbst 1805 wurde die Endymion Teil des vor Cádiz kreuzenden Geschwaders von Konteradmiral Thomas Louis und damit ein Teil der Flotte von Vizeadmiral Horatio Nelson. Anfang Oktober schickte Nelson Louis’ Verband nach Gibraltar, um Wasser und Proviant aufzunehmen, weshalb die Endymion an der Schlacht von Trafalgar vom 21. Oktober nicht teilnehmen konnte. Allerdings ist es sehr wahrscheinlich, dass sie mit ihrem Verband das Zusammentreffen bei Trafalgar begünstigt hat, denn die sich von Nelson abgesetzten Schiffe Admiral Louis’ (darunter fünf Linienschiffe) wurden von spanischen Beobachtern an der Küste gesichtet. Diese offensichtliche Schwächung der britischen Flotte mag – so der britische Historiker Brian Lavery in seinem Buch Nelson’s Fleets at Trafalgar die französisch-spanische Flotte zum Auslaufen ermuntert haben. 1807 war sie unter dem Kommando von Kapitän Thomas Bladen Capel an Admiral John Thomas Duckworths Dardanellen-Operation beteiligt und brachte den britischen Gesandten zu (vergeblichen) Verhandlungen mit dem Osmanischen Reich nach Konstantinopel. Beim Durchbruch durch die Dardanellen unter Beschuss türkischer Küstenbatterien wurden drei Besatzungsmitglieder der Fregatte getötet und neun verwundet. Ab 1808 diente die Endymion in britischen Gewässern, wo sie erneut eine Reihe französischer Freibeuter aufbrachte.

### Krieg von 1812
1812/13 wurde das Schiff in Plymouth überholt und mit zwei zusätzlichen 32-Pfünder-Karronaden bewaffnet sowie die Besatzung auf 340 Mann vergrößert. Anschließend verlegte die Admiralität sie nach Nordamerika, wo mittlerweile der Krieg mit den Vereinigten Staaten ausgebrochen war. Dort brachte sie zunächst mehrere amerikanische Freibeuter auf, bis sie sich 1814 dem britischen Blockadegeschwader vor New York anschloss. Hier kam es zu dem bekanntesten Gefecht in der Karriere der Endymion, als am 14. Januar 1815 die schwere amerikanische Fregatte President (nominell 44 Kanonen) unter Kommodore Stephen Decatur bei schlechtem Wetter einen Ausbruchsversuch unternahm. Das US-Kriegsschiff musste seine Mission abbrechen, nachdem es durch eine Grundberührung bei Sandy Hook schwer beschädigt worden war, konnte aber aufgrund widriger Winde nicht nach New York zurückkehren. Am Morgen des 15. Januar traf die Fregatte auf das britische Blockadegeschwader, der außer der Endymion die Majestic (Razee, 56 Kanonen) und die Fregatten Pomone und Tenedos (beide 38 Kanonen) angehörten. Die Briten begannen sofort mit der Verfolgung der US-Fregatte.
Die Endymion konnte als schnellstes Schiff ihres Geschwaders gegen 14:00 Uhr zur President aufschließen. Kurz darauf ließ Kapitän Henry Hope das Feuer auf die Amerikaner eröffnen. Die Endymion konnte dreimal hinter dem Heck der President kreuzen und ebenso viele, äußerst destruktive Breitseiten längs durch das gegnerische Schiff feuern, die erhebliche Schäden am Rumpf anrichteten und eine große Anzahl von Besatzungsmitgliedern töteten oder verwundeten. Da Kapitän Decatur immer noch hoffte, den Briten zu entkommen, entwickelte sich aus dem Kampf kein klassisches Duell Breitseite gegen Breitseite. Durch ein solches Gefecht, das ein Beidrehen der President erfordert hätte, wäre der Vorsprung des US-Schiffs vor dem Rest der britischen Schwadron verloren gegangen. Decatur konnte deshalb seine überlegene Artillerie nicht zum Tragen bringen, doch wurden die Schäden so schwerwiegend, dass er gegen 19:30 Uhr den Kampf annahm. Die Takelage der Endymion wurde bald darauf durch Kettengeschosse so schwer beschädigte, dass diese abdrehen musste. Kapitän Hope hatte jedoch trotzdem sein Ziel erreicht, da die angeschlagene amerikanische Fregatte gegen 23 Uhr von der Pomone eingeholt wurde und sich dieser nach einem kurzen Schusswechsel ergab, weil Decatur weiteren Widerstand für sinnlos hielt.
Die Verluste an Bord des amerikanischen Schiffs beliefen sich US-Quellen zufolge auf 24 Tote und 55 Verwundete, nach britischen Angaben auf 35 Tote und 70 Verwundete. Die Endymion verlor 25 Besatzungsmitglieder, davon 11 Tote und 14 Verwundete. Die Bewertungen des Gefechts variieren, in Details auch die Darstellungen des Verlaufs; so wird amerikanischerseits gelegentlich behauptet, die President sei im Gefecht mit der Endymion siegreich gewesen, weil sie diese zum Abdrehen gezwungen habe. Doch ist dies angesichts der folgenden Kapitulation des amerikanischen Schiffs – bei der die von der Endymion verursachten Schäden eine entscheidende Rolle spielten – eine wenig überzeugende Auffassung. Auch der Marinehistoriker und spätere US-Präsident Theodore Roosevelt hat in seiner Darstellung des Seekriegs 1812–1815 die meisterhafte Kampfführung Hopes mit seinem deutlich unterlegenen Schiff gerühmt (Vergleichsdaten siehe unten), die dazu beitrug, dass die Briten eine der überlegenen schweren US-Fregatten in die Hände bekamen. Dennoch muss festgehalten werden, dass die President letztendlich von einem britischen Geschwader erobert wurde und nicht von einem einzelnen Schiff.
Kurz nach dem Gefecht wurden beide Schiffe durch eine Sturmböe entmastet und konnten nur unter erheblichen Schwierigkeiten in einen Hafen gebracht werden.
Vergleich zwischen Endymion und President
|                                 | Endymion                                   | President                                 |
| Länge (Artilleriedeck):         | ca. 49 m                                   | ca. 53 m                                  |
| Breite:                         | 13 m                                       | 13,5 m                                    |
| Tonnage:                        | 1.277 Tonnen                               | 1.533 Tonnen                              |
| Verdrängung:                    | unbekannt                                  | ca. 2.200 Tonnen                          |
| Besatzung:                      | 346 Mann                                   | mindestens 450 Mann                       |
| Bewaffnung:                     |                                            |                                           |
| Kanonendeck:                    | 26 × 24-Pfünder                            | 30 × 24-Pfünder                           |
| Achterdeck:                     | 16 × 32-Pfünder-Karronaden                 | 14 × 42-Pfünder Karronaden 1 × 24-Pfünder |
| Backdeck:                       | 6 × 32-Pfünder-Karronaden (1 × 18-Pfünder) | 1 × 24-Pfünder 6 × 42-Pfünder-Karronaden  |
| Sonstige:                       | (1 × 18-Pfünder Karronade)                 | (1 × 8″ Haubitze, 203 mm, ca. 68 Pfund)   |
| Breitseitengewicht Kanonen:     | 312 Pfund                                  | 408 Pfund                                 |
| Breitseitengewicht Karronaden:  | 352 Pfund                                  | 420 Pfund                                 |
| Gesamtgewicht einer Breitseite: | 664 Pfund (301 kg)                         | 828 Pfund (375 kg)                        |

### Spätere Geschichte des Schiffs
Nach dem Ende des Kriegs wurde die Endymion aus dem aktiven Dienst genommen und gehörte bis 1833 zur Reserve. Später wurde sie wieder reaktiviert und nahm von 1840 bis 1842 am Ersten Opiumkrieg teil, u. a. an Operationen auf dem Jangtsekiang. 1859 wandelte man sie in ein Wohnschiff für Rekruten in Plymouth (ein sog. „receiving ship“) um, im Juni 1868 erfolgte das Abwracken des Schiffs.
Während ihrer ganzen Karriere war die Endymion für ihre exzellenten Segeleigenschaften bekannt und deshalb eines der begehrtesten Kommandos der Royal Navy. Noch in den 1830er Jahren galt sie als Maßstab und übertraf auch wesentlich neuere Schiffe.